# Janusz Jęczmyk
Janusz Jęczmyk (ur. 14 kwietnia 1938 w Bydgoszczy, zm. 29 czerwca 2008 w Warszawie) – polski poeta,  znany jako autor wierszy „Przychodzimy, odchodzimy” oraz „Prowizoryczni”, który stał się hymnem Piwnicy Pod Baranami. Należał do tzw. Pokolenia Współczesności (Pokolenia’56). Autor przekładów poetyckich.

## Życiorys
Studiował filologię polską, ukończył studia prawnicze na Uniwersytecie Warszawskim. W 1957 r., w wieku 19 lat, został aresztowany na studenckiej manifestacji w obronie tygodnika „Po prostu”, został pobity i skazany na trzy lata więzienia. W więzieniu zaczął pisać wiersze („Narysowali mnie na papierze w kratkę”). Po 10 miesiącach, w wyniku apelacji, wyszedł z więzienia i w 1959 r. zadebiutował na łamach „Współczesności”, „Argumentów” i „Młodej Kultury”. W 1960 r. wydał tomik „Seledynowe Słonie” i jako poeta zamilkł na długie lata. Następny tomik, „Wiersze”, wydał po 25 latach przerwy. Był członkiem grupy poetyckiej Anabasis, założonej przez Mariana Ośniałowskiego. Otrzymał nagrodę Poznańskiego Listopada Poetyckiego (organizowanego przez grupę Wierzbak) w „Turnieju Jednego Wiersza” w 1959 r., wraz z Marianem Grześczakiem i Edwardem Stachurą.
Mieszkał na warszawskim Żoliborzu, z którym był silnie związany. Brat Lecha Jęczmyka, znanego tłumacza literatury amerykańskiej i rosyjskiej. Mąż Marii Superson-Jęczmyk (1938-2011), wieloletniej dziennikarki Polskiego Radia. Ojciec Anny Jęczmyk, tłumaczki literatury hiszpańskiej i angielskiej.

## Twórczość
Wiersze: „Seledynowe Słonie” (Iskry, 1960), „Wiersze” (Wydawnictwo Literackie, 1983), „Pieśń Wtóra. Księdzu Jerzemu Popiełuszce” (odczytana w trakcie nabożeństwa w dniu 27.10.1984 w kościele św. Stanisława Kostki na Żoliborzu w Warszawie)

## Przekłady poetyckie
Wiersze Sylwii Plath z „Listów do domu” (Czytelnik, 1983). Wiersze w następujących powieściach  „Kocia Kołyska”, „Rzeźnia numer pięć”, „Śniadanie mistrzów” Kurta Vonneguta (w przekładzie Lecha Jęczmyka),  „Pieśń Salomonowa”, Toni Morrison w przekładzie Zofii Uhrynowskiej-Hanasz.